# Blackberry Trail
Pour les articles homonymes, voir Blackberry.
Le Blackberry Trail est un sentier de randonnée du comté de Pennington, dans le Dakota du Sud, aux États-Unis. Protégé au sein du Mount Rushmore National Memorial, ce sentier long d'un mille est classé National Recreation Trail depuis 2018.